# 2026年亚足联U-23亚洲杯
2026年亚足联U-23亚洲杯将是第七届亚足联U-23亚洲杯，原名亚足联U-23锦标赛。该锦标赛每两年举办一次，由亚洲足球联合会（AFC）为亚洲23岁以下国家足球队举办。

## 主办国
2023年7月1日，亚足联竞赛委员会选定沙特阿拉伯为本届比赛的主办国。这是沙特阿拉伯首次主办这项比赛。

## 资格赛
资格赛将于2025年9月3日至9日举行。

### 晋级球队
| 球队         | 晋级途径 | 参赛次数 | 往届最佳表现   |
| ------------ | -------- | -------- | -------------- |
| 沙烏地阿拉伯 | 主办国   | 第7次    | 冠军（2022年） |